# Комп'єнське перемир'я (1940)

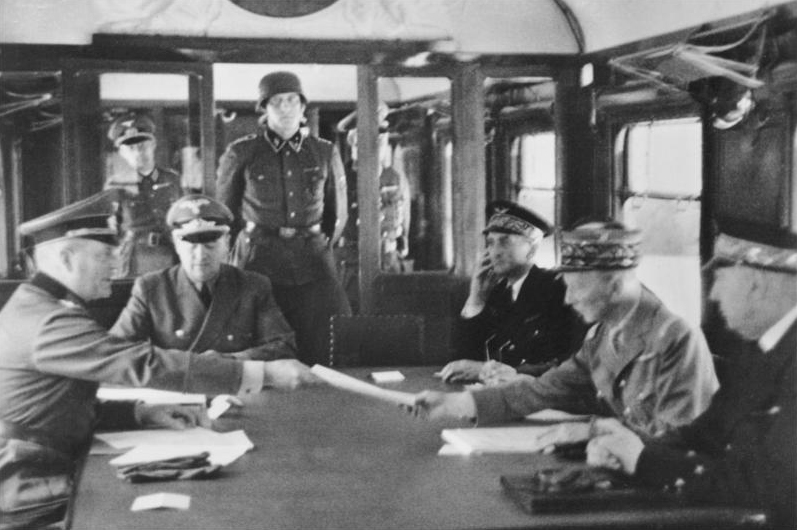

Комп'єнське перемир'я 1940 року (або Друге Комп'єнське перемир'я) — договір укладений 22 червня 1940 року між Німеччиною і французьким урядом Філіппа Петена. Зумисне був підписаний там же й у тому ж вагоні, де було підписано Комп'єнське перемир'я 1918 року. Уряд Петена погодився на припинення опору, окупацію 2/3 французької території, включаючи Париж, німецькими військами, роззброєння й майже повну демобілізацію французьких армії і флоту, відшкодування витрат на утримання німецької окупаційної армії тощо. У північній та центральній частинах Франції встановлювався окупаційний режим, а райони Ельзаса і Лотарингії анексувалися Німеччиною. Промислові, сировинні, продовольчі ресурси Франції опинилися під контролем Німеччини. З визволенням Франції у 1944 році й ліквідацією режиму «Віші» це Комп'єнське перемир'я втратило силу.

## Передумови
Франція вступила у Другу Світову війну 3 вересня 1939 року після нападу Німеччини на Польщу, проте активних бойових дій не вела до весни наступного року, коли 14 квітня англо-французький десант розпочав досить успішні дії в окупованій німцями Норвегії. Коли 10 травня Німеччина розпочала наступ на країни Бенілюксу, Франція була змушена згорнути дії в Скандинавії і того ж дня увійти на територію Бельгії. Незважаючи на численні, добре озброєні англо-французькі війська в цьому регіоні і близько мільйона боєздатних військ Бельгії і Голландії, їх нерішучість, а також незадовільна протиповітряна оборона привели до того, що вже 13 травня німецькі війська перетнули франко-бельгійський кордон, а 14 травня змусили капітулювати Голландію.
Щоб уникнути оточення, 26 травня з Дюнкерку почалась евакуація англійських і частково французьких військ, яка тривала до 4 червня. На цей момент була окупована вся Бельгія, а 8 червня німецькі війська вийшли на береги Сени, що змусило уряд Франції виїхати з Парижу, оголосивши його вільним містом. 14 червня німецькі війська без спротиву захопили столицю Франції, а 17-го уряд, який напередодні очолив маршал Філіпп Петен, звернувся до Рейху з проханням про перемир'я.